# Bou-Hedma nationalpark
Bou-Hedma nationalpark ligger i centrala delen av Tunisien. Den inrättades 1980 och den täcker ett 165 km² stort område.
Landskapet i nationalparken bildas av berg som huvudsakligen består av kalksten och märgel samt av slättland som domineras av gips- och saltavlagringar. Området är täckt av den typiska växtligheten för Medelhavsområdet med stäpper och rester av tidigare enskogar. Innan Sahara bildades fanns här även skogar som dominerades av Acacia schaffneri (syn. Acacia raddiana) och även av dessa finns relikter kvar. Typiska växter i stäppen är Arthrophytum scoparium, Gymnocarpos decandrus och espartogräs.
I nationalparken lever sällsynta djurarter som addaxantilop och damagasell samt en underart av struts.
Addaxantilopen var före nationalparkens etablering utdöd i Tunisien. Året 1983 flyttades 14 individer till ett avstängt område inom nationalparken. Fram till 1998 ökade beståndet till 50 exemplar. I samma region introducerades även sabeloryx (Oryx dammah) och konkurrensen mellan dessa två arter påverkar addaxantilopen mer. Trots allt var populationen året 2007 tillräcklig stark för att flytta 20 exemplar till andra nationalparker i Tunisien.